# Butsènit d'Urgell
Butsènit d'Urgell és un poble situat a la ribera del riu Sió, que pertany al municipi de Montgai, a la comarca de la Noguera. Està situat entre les poblacions de Montgai i Les Ventoses. Aquest últim poble pertany al municipi de Preixens. Té una població de 218 habitants (2019).
El 1415 la senyoria fou adquirida pel monestir de Poblet. L'església de Santa Maria depèn de la parròquia de Montgai.